# 吕耶-弗鲁瓦丰
吕耶-弗鲁瓦丰（法語：Ruillé-Froid-Fonds，法語發音：[ʁɥije fʁwa fɔ̃]）是法国马耶讷省的一个市镇，位于该省南部，属于贡捷堡区。该市镇于1790-1794年间由吕耶（Ruillé）和弗鲁瓦丰（Froid Fonds）两地合并而成。

## 地理
吕耶-弗鲁瓦丰（47°54'2"N, 0°38'32"W）面积23.56 平方千米，位于法国卢瓦尔河地区大区马耶讷省，该省份为法国西北部内陆省份，北起芒什省和奧恩省，西接伊勒-维莱讷省，南至曼恩-卢瓦尔省，东临萨尔特省。
与吕耶-弗鲁瓦丰接壤的市镇（或旧市镇、城区）包括：维利耶沙勒马涅、曼恩地区勒比尼翁、弗罗芒蒂耶尔、圣夏尔拉福雷、热讷-隆格菲。

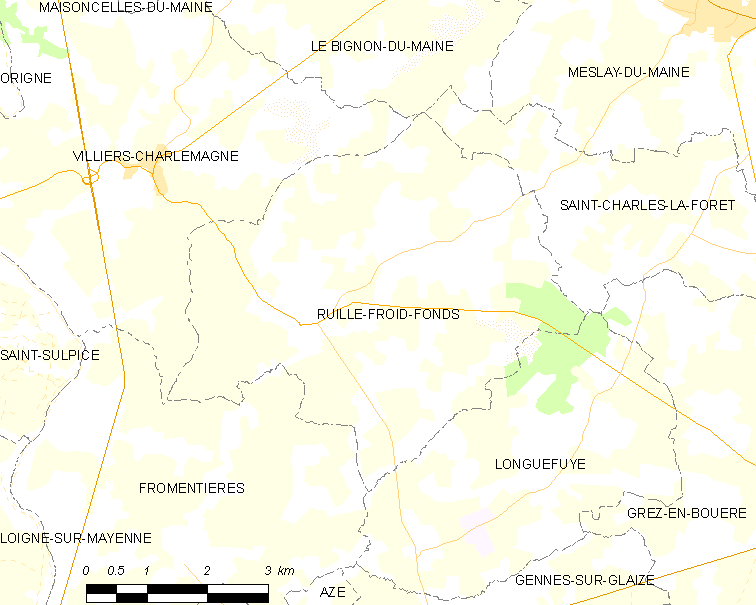
吕耶-弗鲁瓦丰的OSM定位图

吕耶-弗鲁瓦丰的时区为UTC+01:00、UTC+02:00（夏令时）。

## 行政
吕耶-弗鲁瓦丰的邮政编码为53170，INSEE市镇编码为53193。

## 政治
吕耶-弗鲁瓦丰所属的省级选区为梅莱迪迈讷县。

## 人口

1962-2008年间吕耶-弗鲁瓦丰人口变化图示

吕耶-弗鲁瓦丰于2022年1月1日时的人口数量为575人。